# Papaipema appassionata
Papaipema appassionata é uma espécie de mariposa descrita por Leon F. Harvey em 1876. É nativa da América do Norte, já encontrada na Flórida, Maine, Maryland, Massachusetts, Michigan, Minnesota, New Brunswick, Quebec, Rhode Island, Carolina do Sul e Wisconsin. Ela está listada como ameaçada no estado americano de Connecticut.
Utiliza as raízes das espécies de Sarracenia (incluindo Sarracenia purpurea) como planta hospedeira.